# Nova Aliança do Ivaí
Nova Aliança do Ivaí est une municipalité brésilienne de la microrégion de Paranavaí dans l'État du Paraná.